# Aleksandrówek (powiat łęczycki)
Aleksandrówek – wieś w Polsce położona w województwie łódzkim, w powiecie łęczyckim, w gminie Grabów.
W latach 1975−1998 miejscowość należała administracyjnie do województwa konińskiego.
Wierni Kościoła rzymskokatolickiego należą do parafii św. Mateusza Apostoła i św. Rocha w Starej Sobótce, a wierni Kościoła Starokatolickiego Mariawitów do parafii św. Mateusza Apostoła i Ewangelisty i św. Rocha Wyznawcy w Nowej Sobótce. 